# Dépendances fédérales du Venezuela
Les Dépendances fédérales du Venezuela sont constituées de 72 îles au large des terres vénézuéliennes, dans la mer des Caraïbes et le golfe du Venezuela. Elles font partie des îles Sous-le-Vent.

## Géographie

### Généralités
Le territoire est constitué de 12 groupes d'îles, regroupant environ 600 îles et îlots. La plus grande île, l'île de la Tortue, rassemble presque la moitié de la superficie du territoire ; de nombreuses îles sont de simples rochers.
Les îles s'étendent sur 900 km le long de la côte caraïbe du Venezuela, depuis l'archipel de Los Monjes à l'ouest dans le golfe du Venezuela jusqu'à l'isla de Patos au sud-est de Margarita, dans le golfe de Paria, à l'est.

### Îles et archipels

#### Archipel de Los Monjes

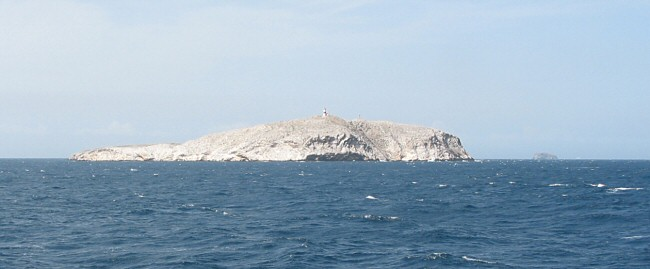
Monjes del Sur.

L'archipel de Los Monjes est situé au nord-ouest du golfe du Venezuela, à 35 km de la péninsule de Guajira. Il comprend huit îles, réparties en trois groupes :
- Monjes del Norte : cinq îlots
- Monje del Este : un îlot
- Monjes del Sur : deux îlots

#### Archipel de Las Aves

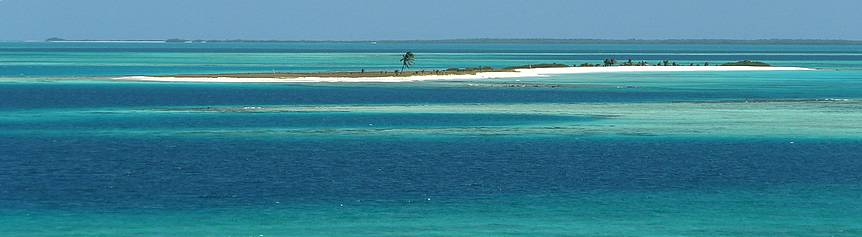
Las Aves de Sotavento.

L'archipel de Las Aves est situé entre Bonaire à l'ouest et l'archipel de Los Roques à l'est. Il consiste en deux groupes d'atolls, regroupant au total 21 îlots :
- Aves de Barlovento, à l'est :
  - Isla Aves de Barlovento
  - Isla Tesoro
  - Cayo Bubi
  - Cayo de Las Bobas

- Aves de Sotavento, à l'ouest :
  - Isla Larga
  - Isla Maceta
  - Isla Saquisaqui
  - Cayos de La Colonia
  - Cayo Sterna
  - Cayo Tirra

#### Archipel de Los Roques

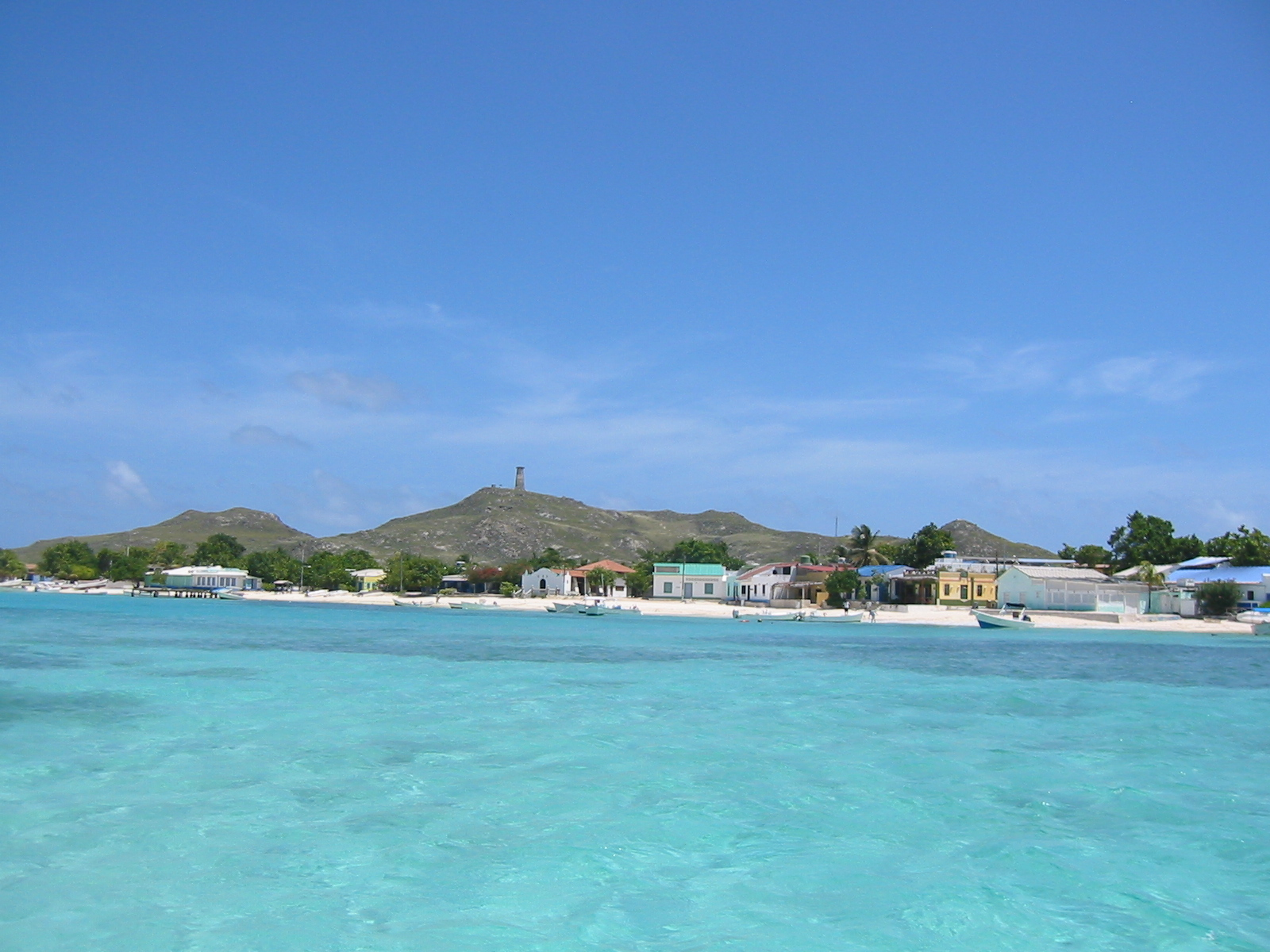
Village de Gran Roque.

L'archipel de Los Roques est situé à 130 km au nord du port de La Guaira. Il regroupe environ 50 îles, cayes et îlots, dont :
- Gran Roque ; seule île habitée de l'archipel. avec 1 500 habitants, c'est la plus peuplée des îles des dépendances fédérales.
- Isla Larga
- Cayo de Agua
- Cayo Bequevé
- Cayo Carenero
- Cayo Francisquí
- Cayo Grande
- Cayo Nube Verde
- Cayo Selesquí
- Cayo Sal
- Crasquí
- Dos Mosquises
- Espenquí
- Madrisquí
- Nordisquí
- Noronquí

#### Isla La Orchila

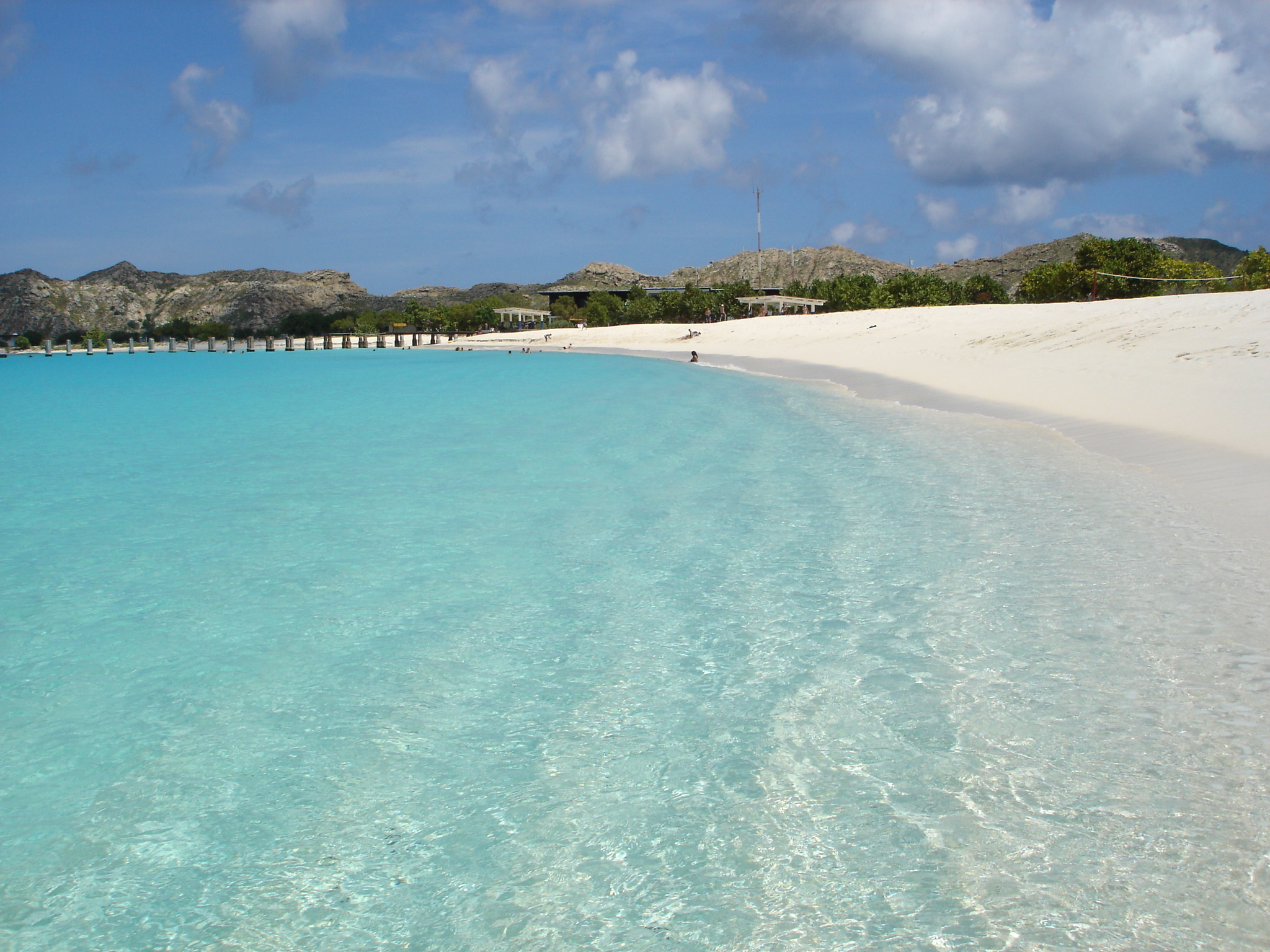
Plage de La Orchila

La Orchila est située à l'est de l'archipel de Los Roques. C'est une base militaire.

#### Île de la Tortue

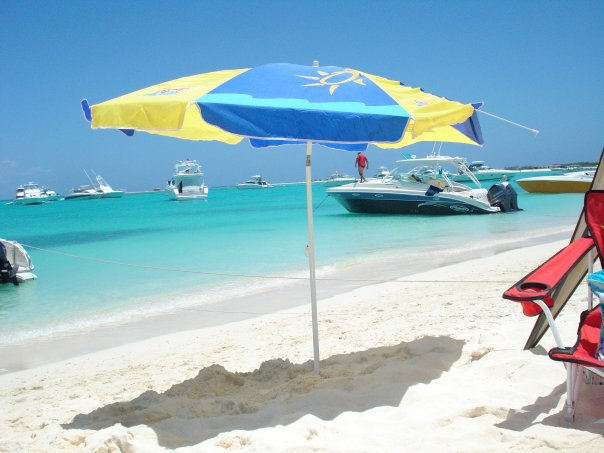
Plage sur l'île de la Tortue.

L'île de la Tortue est située à 85 km des côtes de l'État de Miranda. Avec 156,60 km2, c'est de loin la plus grande des îles des dépendances fédérales. Inhabitée en permanence, elle comprend également les îlots suivants :
- Islas Los Tortuguillos
- Islote El Vapor
- Los Palanquines
- Cayo Herradura
- Cayos de Ño Martín
- Cayos de Punta de Ranchos

#### Île de la Blanquilla
L'Île de la Blanquilla est située à 170 km au nord de la côte de Puerto La Cruz. Inhabitée, il s'agit de la 2e plus grande île des dépendances fédérales (64,53 km2.

#### Archipel de Los Hermanos

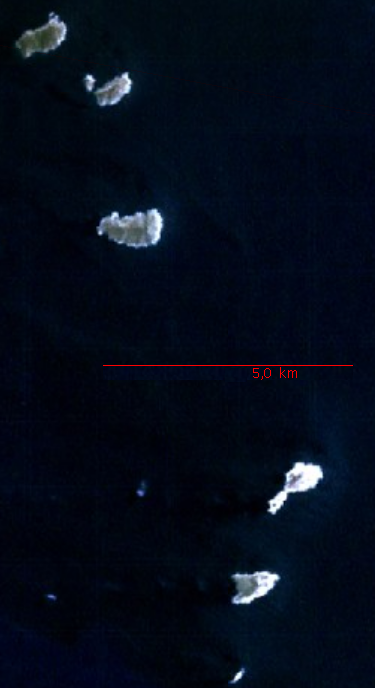
Vue satellite de l'archipel de Los Hermanos.

L'archipel de Los Hermanos, situé à l'est de l'île de la Blanquilla, comprend sept îles :
- Isla La Orquilla
- Islote El Rajao
- Isla Los Morochos
- Islote Papelón
- Isla Grueso
- Isla Pico
- Isla Fondeadero
- Isla Chiquito

#### Isla la Sola
L'Isla la Sola est située à 20 km au nord-est de l'archipel de Los Frailes et à 55 km au sud-est de l'archipel de Los Testigos.
L'île, inhabitée, mesure seulement 0,01 km2 et atteint 8,5 m d'altitude.

#### Archipel de Los Frailes
L'archipel de Los Frailes comprend 10 îlots :
- Chepere
- Cominoto
- Guacaraida
- Guairiare
- La Balandra
- La Peche
- Macarare
- Nabobo
- Puerto Real, ou Isla Fraile Grande
- Roca del Norte

#### Archipel de Los Testigos
L'archipel de Los Testigos est situé à environ 80 km au nord-est de Margarita. Il comprend de nombreux îlots et 6 îles principales :
- Isla Conejo
- Isla Iguana
- Isla Morro Blanco
- Isla Rajada
- Isla Noroeste
- Isla Testigo Grande

#### Isla de Patos
L'Isla de Patos est la plus orientale des îles des dépendances fédérales. Mesurant seulement 0,60 km2, elle est située dans le golfe de Paria, à 4 km à l'est de la côte du Venezuela et à 10 km à l'ouest de Chacachacare, Trinité-et-Tobago.

#### Isla de Aves
L'Isla de Aves est une petite île des Antilles de 375 m de long pour 50 m de large. La plus lointaine des dépendances fédérales, elle est située à 205 km à l'ouest de la Guadeloupe et à 230 km de la Dominique.

#### Récapitulatif

Carte numérotée des archipels des dépendances fédérales.

Le tableau suivant récapitule les différentes îles ; la numérotation fait référence à la carte ci-contre.
| #     | Île ou archipel          | Superficie (km²) | Population (2011) | Coordonnées                 |  |
| ----- | ------------------------ | ---------------- | ----------------- | --------------------------- |  |
| +01,  | Archipel de Los Monjes   | +000,2           | +0000,            | 12° 21′ nord, 70° 55′ ouest |  |
| +02,  | Île de la Tortue         | +156,6           | +0000,            | 10° 55′ nord, 80° 31′ ouest |  |
| +03,  | Isla la Sola             | +000,01          | +0000,            | 11° 18′ nord, 63° 34′ ouest |  |
| +04,  | Archipel de Los Testigos | +006,53          | +0197,            | 11° 22′ nord, 63° 06′ ouest |  |
| +05,  | Archipel de Los Frailes  | +001,92          | +0000,            | 11° 12′ nord, 63° 44′ ouest |  |
| +06,  | Isla de Patos            | +000,6           | +0005,            | 10° 38′ nord, 61° 52′ ouest |  |
| +07,  | Archipel de Los Roques   | +040,61          | +1 300,           | 11° 51′ nord, 66° 45′ ouest |  |
| +08,  | Isla La Blanquilla       | +064,53          | +0000,            | 11° 50′ nord, 64° 35′ ouest |  |
| +09,  | Archipel de Los Hermanos | +002,14          | +0000,            | 11° 45′ nord, 64° 25′ ouest |  |
| +10,  | Isla La Orchila          | +040,            | +0000,            | 11° 47′ nord, 66° 10′ ouest |  |
| +11,  | Archipel de Las Aves     | +003,35          | +0000,            | 12° 00′ nord, 67° 40′ ouest |  |
| +12,  | Isla de Aves             | +000,05          | +0000,            | 15° 40′ nord, 67° 37′ ouest |  |
| Total | Total                    | +342,25          | +1 651,           |                             |  |